# District de Honoria
Le district de Honoria est l’un des cinq districts de la province de Puerto Inca au Pérou.

## Sources
- (en) Cet article est partiellement ou en totalité issu de l’article de Wikipédia en anglais intitulé « Honoria District » (voir la liste des auteurs).